# Master and Commander: The Far Side of the World
Master and Commander: The Far Side of the World (conocida en Hispanoamérica como Capitán de mar y guerra: La costa más lejana del mundo y en España como Master and Commander: Al otro lado del mundo) es una película basada en las populares novelas de Patrick O'Brian. El protagonista, el capitán Jack Aubrey, conocido como el "Afortunado Jack", está inspirado en la vida y hazañas de lord Thomas Cochrane, marino británico (escocés) que luchó a principios del siglo XIX en las Guerras Napoleónicas y posteriormente colaboró en la independencia  de Chile y de Perú, sirviendo además en las armadas de Brasil y Grecia.[cita requerida]

## Argumento
Durante las guerras napoleónicas la fragata HMS Surprise, un quinta clase de 28 cañones, tiene órdenes de seguir al buque corsario francés Acheron, mucho mayor, de 44 cañones y construido más recientemente, hasta las costas de Brasil. De forma imprevista el navío francés ataca al Surprise, al que causa considerables destrozos y algunas bajas. A pesar de que sus órdenes no lo contemplan, el capitán inglés Aubrey (Russell Crowe) emprende la persecución del "Acheron" bordeando el cabo de Hornos y navegando hasta las islas Galápagos. Allí los dos buques se enfrentarán de nuevo, y Aubrey y sus hombres lograrán la victoria usando una trampa camuflando el HMS Surprise como buque ballenero inglés, para atacar por sorpresa al navío francés (técnica tomada del mimetismo observado por Aubrey, en las islas Galápagos, en los ejemplares de insectos coleccionados por el Dr. Stephen Maturín, médico de su embarcación, aficionado a la botánica y la taxonomía.
En la novela original el "Acheron" es la fragata norteamericana "USS Norfolk" (originalmente se sitúa la acción durante la guerra anglo-estadounidense de 1812), pero hubo que adaptar el guion a las exigencias del gusto estadounidense. Taylor, autor de una biografía del capitán Edward Pellew, lo considera una de las inspiraciones para la carrera y rasgos de ficción de Aubrey.  No existe un capitán específico de la vida real que coincida completamente con Aubrey, pero la carrera de dos capitanes inspiró eventos en las novelas, el capitán Thomas Cochrane, y el capitán William Woolsey. Cochrane utilizó el ardid de iluminar con velas en una balsa flotante para evitar su captura. Woolsey, a bordo del HMS Papillon, disfrazó el buque bajo su mando como un barco comercial al descubrir la información de que un barco enemigo estaba en el otro lado de una pequeña isla, navegó alrededor de la isla y capturó el barco español mediante esta estratagema, el 15 de abril de 1805.

## Premios

### Premios Óscar
| Categoría                 | Persona (s)                                                          | Resultado |
| ------------------------- | -------------------------------------------------------------------- | --------- |
| Mejor película            | Samuel Goldwyn Jr, Peter Weir, Duncan Henderson                      | Nominados |
| Mejor director            | Peter Weir                                                           | Nominado  |
| Mejor dirección de arte   | William Sandell, Robert Gould                                        | Nominados |
| Mejor maquillaje          | Edouard F. Henriques, Yolanda Toussieng                              | Nominados |
| Mejor diseño de vestuario | Wendy Stites                                                         | Nominada  |
| Mejor sonido              | Paul Massey, Doug Hemphill, Art Rochester                            | Nominados |
| Mejores efectos visuales  | Daniel Sudick, Stefen Fangmeier, Nathan McGuinness, Robert Stromberg | Nominados |
| Mejor montaje             | Lee Smith                                                            | Nominado  |
| Mejor Mezcla de Sonido    | Paul Massey, Doug Hemphill, Art Rochester                            | Nominados |
| Mejor Edición de Sonido   | Richard King                                                         | Ganador   |
| Mejor Fotografía          | Russell Boyd                                                         | Ganador   |

### Premios Globo de Oro
| Categoría      | Persona (s)   | Resultado |
| -------------- | ------------- | --------- |
| Mejor Director | Peter Weir    | Nominado  |
| Mejor Actor    | Russell Crowe | Nominado  |

### Premios BAFTA
| Categoría                  | Persona (s)                                                          | Resultado |
| -------------------------- | -------------------------------------------------------------------- | --------- |
| Mejor película             | Samuel Goldwyn Jr, Peter Weir, Duncan Henderson                      | Nominados |
| Mejor Actor de Reparto     | Paul Bettany                                                         | Nominado  |
| Mejor Fotografía           | Russell Boyd                                                         | Nominado  |
| Mejores efectos visuales   | Daniel Sudick, Stefen Fangmeier, Nathan McGuinness, Robert Stromberg | Nominados |
| Mejor sonido               | Paul Massey, Doug Hemphill, Art Rochester                            | Ganadores |
| Mejor Diseño de Producción | William Sandell                                                      | Ganador   |
| Mejor diseño de vestuario  | Wendy Stites                                                         | Ganadora  |

### Premios David Di Donatello
| Categoría                 | Persona (s) | Resultado |
| ------------------------- | ----------- | --------- |
| Mejor película Extranjera | Peter Weir  | Nominado  |

## Elenco, personajes y doblaje
| Actor            | Personaje           | Doblaje mexicano        | Doblaje español          |
| ---------------- | ------------------- | ----------------------- | ------------------------ |
| Russell Crowe    | Capt. Jack Aubrey   | Salvador Delgado        | Jordi Boixaderas         |
| Paul Bettany     | Dr. Stephen Maturin | Carlos Becerril         | Luis Posada              |
| James D'Arcy     | Tom Pullings        | Sergio Zaldívar         | José Posada              |
| Billy Boyd       | Barrett Bonden      | Juan Alfonso Carralero  | Alberto Mieza            |
| Robert Pugh      | Sr. Allen           | Jorge Lapuente          | Javier Viñas             |
| Max Benitz       | Calamy              | Luis Daniel Ramírez     | David Jenner             |
| Max Pirkis       | Lord Blakeney       | Víctor Ugarte           | José Antonio Torrabadela |
| Edward Woodall   | William Mowett      | Bardo Miranda           |                          |
| David Threlfall  | Killick             | Alejandro Illescas      |                          |
| Lee Ingleby      | Hollom              | Germán Fabregat         | José Javier Serrano      |
| Ian Mercer       | Hollar              | Arturo Mercado          | Lluís Marco              |
| Tony Dolan       | Lamb                | Rafael Rivera           | Ricky Coello             |
| George Innes     | Joe Plaice          | Miguel Ángel Ghigliazza | Pepe Mediavilla          |
| Chris Larkin     | Capt. Howard        |                         | Javier Viñas             |
| Mark Lewis Jones | Hogg                |                         | Miguel Ángel Jenner      |
| Richard McCabe   | Higgins             |                         | Gonzalo Durán            |
| Bryan Dick       | Joseph Nagle        |                         | Aleix Estadella          |
| Joseph Morgan    | William Warley      |                         | Raúl Llorens             |

## Estrenos
- Estados Unidos: viernes, 14 de noviembre de 2003
- Canadá: viernes, 14 de noviembre de 2003
- Filipinas: miércoles, 19 de noviembre de 2003
- Puerto Rico: jueves, 20 de noviembre de 2003
- Reino Unido: viernes, 21 de noviembre de 2003
- Bélgica: miércoles, 26 de noviembre de 2003
- Finlandia: miércoles, 26 de noviembre de 2003
- Suecia: miércoles, 26 de noviembre de 2003
- Suiza: miércoles, 26 de noviembre de 2003
- Alemania: jueves, 27 de noviembre de 2003
- Austria: jueves, 27 de noviembre de 2003
- Croacia: jueves, 27 de noviembre de 2003
- Dinamarca: jueves, 27 de noviembre de 2003
- Eslovenia: jueves, 27 de noviembre de 2003
- Hungría: jueves, 27 de noviembre de 2003
- Israel: jueves, 27 de noviembre de 2003
- Malasia: jueves, 27 de noviembre de 2003
- Países Bajos: jueves, 27 de noviembre de 2003
- Rusia: jueves, 27 de noviembre de 2003
- Serbia y Montenegro: jueves, 27 de noviembre de 2003
- Singapur: jueves, 27 de noviembre de 2003
- Ucrania: jueves, 27 de noviembre de 2003
- Bulgaria: viernes, 28 de noviembre de 2003
- Chipre: viernes, 28 de noviembre de 2003
- España: viernes, 28 de noviembre de 2003
- Grecia: viernes, 28 de noviembre de 2003
- Islandia: viernes, 28 de noviembre de 2003
- Corea del Sur: viernes, 28 de noviembre de 2003
- Noruega: viernes, 28 de noviembre de 2003
- Polonia: viernes, 28 de noviembre de 2003
- Portugal: viernes, 28 de noviembre de 2003
- Rumania: viernes, 28 de noviembre de 2003
- Sudáfrica: viernes, 28 de noviembre de 2003
- Turquía: viernes, 28 de noviembre de 2003
- Taiwán: sábado, 29 de noviembre de 2003
- Australia: jueves, 4 de diciembre de 2003
- Letonia: viernes, 5 de diciembre de 2003
- Lituania: viernes, 5 de diciembre de 2003
- Egipto: miércoles, 10 de diciembre de 2003
- Emiratos Árabes Unidos: miércoles, 10 de diciembre de 2003
- Eslovaquia: jueves, 11 de diciembre de 2003
- Líbano: jueves, 11 de diciembre de 2003
- República Checa: jueves, 11 de diciembre de 2003
- Estonia: viernes, 12 de diciembre de 2003
- Italia: viernes, 19 de diciembre de 2003
- Francia: miércoles, 31 de diciembre de 2003
- Tailandia: miércoles, 31 de diciembre de 2003
- Nueva Zelanda: jueves, 1 de enero de 2004
- India: viernes, 16 de enero de 2004
- China: viernes, 23 de enero de 2004
- Indonesia: miércoles, 28 de enero de 2004
- Brasil: viernes, 30 de enero de 2004
- Venezuela: miércoles, 4 de febrero de 2004
- México: jueves, 5 de febrero de 2004
- Perú: jueves, 5 de febrero de 2004
- Colombia: viernes, 6 de febrero de 2004
- Uruguay: viernes, 6 de febrero de 2004
- Chile: jueves, 12 de febrero de 2004
- Hong Kong: jueves, 12 de febrero de 2004
- Belice: viernes, 13 de febrero de 2004
- Costa Rica: viernes, 13 de febrero de 2004
- El Salvador: viernes, 13 de febrero de 2004
- Guatemala: viernes, 13 de febrero de 2004
- Honduras: viernes, 13 de febrero de 2004
- Nicaragua: viernes, 13 de febrero de 2004
- Panamá: viernes, 13 de febrero de 2004
- Argentina: jueves, 19 de febrero de 2004
- Japón: sábado, 28 de febrero de 2004
- Bolivia: jueves, 11 de marzo de 2004
- Ecuador: viernes, 30 de abril de 2004
- Resto del Mundo: jueves, 1 de julio de 2004

## Legado
En junio de 2021, 20th Century Studios confirmó que se estaba preparando una precuela de esta película basada en los primeros libros de Patrick O'Brian con Patrick Ness como guionista. Esta se basa en el comienzo de la amistad entre Jack Aubrey y Stephen Maturin.